# KwaGingindlovu
KwaGingindlovu (bis 2009 Gingindlovu) ist eine Stadt in der südafrikanischen Provinz KwaZulu-Natal. Sie befindet sich in der Gemeinde uMlalazi im Distrikt King Cetshwayo. 2011 hatte sie 1109 Einwohner. Der Name des Orts ist der isiZulu-Begriff für „Ort des Elefantenschluckers“. Hier hatte der Zulukönig Cetshwayo seinen Bruder Mbulazi im Kampf um den Thron besiegt. Anschließend baute Cetshwayo hier ein Kraal auf, das er als Militärbasis benutzte. Heute ist KwaGingindlovu ein Zentrum für den Zuckerrohranbau.

## Geografie
KwaGingindlovu liegt etwa 120 Kilometer nordöstlich von Durban und 160 Kilometer nordöstlich von Pietermaritzburg. Orte in der Umgebung sind Vulindlela (11 km), Mtunzini (21 km), Eshowe (22 km) und Tugela (25 km). KwaGingindlovu befindet sich auf einer Höhe von 97 Metern über dem Meeresspiegel in der Nähe des Amatikulu River.
Die durchschnittliche Niederschlagsmenge in KwaGingindlovu beträgt 944 Millimeter. Der meiste Niederschlag fällt im Sommer (Oktober bis März). Die geringste Niederschlagsmenge gibt es mit 25 Millimetern im Juli. Der meiste Niederschlag fällt im Januar (123 Millimeter). Die durchschnittliche Höchsttemperatur in KwaGingindlovu variiert von 22,9 °C im Juni bis zu 28 °C im Januar. Der kälteste Monat ist der Juli. Hier liegen die durchschnittlichen Tiefsttemperaturen nachts bei 10,4 °C.

## Sehenswürdigkeiten
- Die Schlachtfelder von Gingindlovu (1879) und Nyezane liegen in der Umgebung der Stadt.[5] Hier besiegte Lord Chelmsford mit 6.000 Mann ein Impi mit 11.000 Zulu.[4]
- Das Amatikulu Game Reserve zwischen Tugela und Amatikulu liegt in der Nähe der Stadt.[9]